# Pernes-Lez-Boulogne Churchyard
Pernes-Lez-Boulogne Churchyard is een begraafplaats gelegen in de Franse plaats Pernes-lès-Boulogne (Pas-de-Calais). De militaire graven worden onderhouden door de Commonwealth War Graves Commission.
De begraafplaats telt 2 geïdentificeerde Gemenebest graven uit de Tweede Wereldoorlog.